# Menesesiella
Menesesiella is een geslacht van rechtvleugeligen uit de familie Pyrgomorphidae. De wetenschappelijke naam van dit geslacht is voor het eerst geldig gepubliceerd in 1963 door Kevan.

## Soorten
Het geslacht Menesesiella omvat de volgende soorten:
- Menesesiella occulta Rehn, 1951
- Menesesiella weylandi Ramme, 1941